# October Sky
October Sky (bra: O Céu de Outubro; prt: Céu de Outubro) é um filme estadunidense de 1999, do gênero drama biográfico, dirigido por Joe Johnston, com roteiro de Lewis Colick baseado no livro autobiográfico Rocket Boys, de Homer H. Hickam, Jr.
Conta a história verídica do filho de um mineiro de carvão que, contra a vontade do pai e inspirado no lançamento do Sputnik I, em 1957, tornou-se engenheiro da NASA.
O título "October Sky" é um anagrama do nome do livro que inspirou o filme Rocket Boys. O título do filme foi usado originalmente em uma transmissão de rádio em 1957 que noticiou o lançamento do Sputnik 1 descrevendo que o objeto "cruzou o céu de outubro". Homer Hickam afirmou que "o pessoal de marketing da Universal se envolveu e eles só tiveram que mudar o título porque, de acordo com sua pesquisa, mulheres com mais de trinta anos nunca veriam um filme intitulado 'Rocket Boys'", então a Universal Pictures mudou o título para que o filme pudesse ser mais convidativo, buscando um público mais amplo. O livro foi, mais tarde, relançado com o mesmo nome empregado na produção a fim de capitalizar o interesse no filme.
October Sky é ambientado na cidade de Coalwood, na Virgínia Ocidental, porém a maior parte do filme foi rodada na zona rural do leste do Tennessee nas cidades de Oliver Springs, Harriman e Kingston e nos condados de Morgan e Roane. O filme teve uma recepção crítica positiva e ainda é cultuado nas regiões de sua ambientação e de filmagens.

## Enredo
Em 4 de outubro de 1957 a notícia do lançamento do Sputnik 1 pela União Soviética chega à cidade de Coalwood, onde a maioria dos habitantes trabalha nas minas de carvão locais; as pessoas da cidade se reúnem naquela noite para verem o satélite soviético orbitando no céu. Homer H. Hickam Jr., completamente admirado pelo satélite, pretende construir seus próprios foguetes para, esperançosamente, sair de Coalwood. Sua família e colegas de classe da escola não aprovam a ideia inicialmente, especialmente seu pai John (o superintendente da mina), que quer que Homer se junte a ele nas minas.
Apesar disso, Homer acaba se juntando ao nerd geek Quentin Wilson, que também tem interesse em engenharia de foguetes; com o apoio de seus amigos, Roy Lee Cooke e Sherman O'Dell e de sua professora de ciências na Big Creek High School, Srta. Frieda J. Riley, conhecida como Srta. Riley, os quatro constroem pequenos foguetes amadores. Depois que seus primeiros lançamentos tornam-se fracassados, eles experimentam novos combustíveis e aprimoram seus projetos, tendo alguns sucessos posteriores; o jornal local publica uma matéria sobre eles depois de alguns de seus lançamentos bem-sucedidos, no entanto eles são acusados de iniciarem um incêndio florestal com um foguete perdido e são presos. Depois que John busca Homer da delegacia, Roy Lee é espancado por seu padrasto abusivo Vernon; John intervém e salva Roy Lee das agressões, avisando a Vernon que ele irá proteger Roy Lee como o falecido pai do menino iria fazer.
Os quatro garotos decidem abandonar os testes dos foguetes e destroem o local de lançamento previamente construído por eles. Depois de um desastre na mina de carvão de Coalwood, John é ferido enquanto resgata outros homens. Um dos mineiros, Ike Bykovsky, um trabalhador da oficina mecânica das máquinas da mina que tinha ajudado Homer a fabricar um de seus foguetes e que havia sido transferido de cargo para ganhar mais dinheiro, é morto. Homer deixa o ensino médio e trabalha na mina para sustentar a família enquanto seu pai se recupera.
Mais tarde Homer começa a ler um livro de foguetes que a Srta. Riley havia lhe dado, aprendendo a calcular a trajetória de um foguete. Usando isso, ele e Quentin localizam um de seus foguetes caídos na floresta e posteriormente provam que eles não eram os verdadeiros culpados do incêndio, já que os foguetes dos meninos eram incapazes de voar tão longe à ponto de chegar no local do incêndio. Os rapazes apresentam suas descobertas a Srta. Riley e ao diretor da escola, Turner, que posteriormente descobre que um sinalizador vindo de um aeródromo próximo havia sido o verdadeiro motivo do incêndio. Homer é rematriculado na escola por um convite especial do próprio diretor; os meninos retornam aos projetos dos foguetes e conquistam o primeiro lugar na feira de ciências do colégio. O feito lhes dá a oportunidade de participar da Feira Nacional de Ciências, em Indianápolis, mas como apenas um único representante por grupo é aceito os garotos elegem Homer para ir ao evento por eles.
Enquanto isso, o sindicato dos trabalhadores da mina entra em greve contra John. Naquela noite, quando a família janta, Vernon passa de carro na frente da casa dos Hickam e dá um tiro na cozinha, quase acertando John; Homer e Jim expressam sua preocupação ao pai, mas John não reconhece seus medos; farto, Homer confronta seu pai e uma discussão acalorada segue. As minas seguem fechadas e não há nada além de problemas para Homer resolver; ele se ressente das pressões de seu pai para seguir com o seu trabalho na mina e sai furioso da casa, prometendo nunca mais voltar.
Na feira nacional, a exibição de Homer é recebida muito bem. Depois de alguns dias programados os prêmios são entregues e Homer desfruta de grande popularidade no evento. Durante a noite, alguém rouba seu único modelo de foguete usinado, um bocal de Laval, bem como sua foto autografada do Dr. Wernher von Braun. Homer faz um telefonema urgente em casa pedindo ajuda; sua mãe, Elsie, implora a John que ele acabe com a greve em andamento para que Bolden, o substituto de Bykovsky, possa usar a oficina mecânica da mina para construir um bocal de reposição; John inicialmente não acata o pedido de sua esposa, mas cede relutantemente quando Elsie, farta de sua falta de apoio ao filho, ameaça deixá-lo. Com o apoio da cidade, Homer ganha o prêmio principal e recebe inúmeros convites de faculdades que lhe oferecem bolsas de estudos; Homer também é parabenizado por sua maior inspiração, von Braun, mas não o reconhece quando ele o cumprimenta no evento e vai embora, só percebendo isso depois.
Homer retorna a Coalwood como um herói e visita a Srta. Riley, que agora está sofrendo de doença de Hodgkin. Um lançamento de um foguete mais potente, batizado em homenagem à Riley, é programado para o final da tarde. John, que jamais testemunhou algum dos lançamentos dos foguetes do filho, participa e recebe a honra de apertar o botão de lançamento; o "Miss Riley" é lançado e atinge uma altitude de 9.000 metros. Enquanto a multidão do local e o resto da cidade olham para o céu, John lentamente coloca a mão no ombro de Homer e sorri, mostrando a Homer que John finalmente está orgulhoso dele.
No final do filme é mostrado que fim levou os personagens principais da história.

## Elenco
- Jake Gyllenhaal como Homer Hickam
- Chris Cooper como John Hickam
- Chris Owen como Quentin Wilson
- Laura Dern como Senhorita Freida J. Riley
- William Lee Scott como Roy Lee Cooke
- Chad Lindberg como Sherman O'Dell
- Natalie Canerday como Elsie Hickam
- Randy Stripling como Leon Bolden
- Chris Ellis como Diretor Turner
- Elya Baskin como Ike Bykovsky
- O. Winston Link como engenheiro ferroviário
- Andy Stahl como Jack Palmer

## Produção
As filmagens começaram em 23 de fevereiro de 1998, quase um ano antes do lançamento do filme. Embora o filme seja ambientado na Virgínia Ocidental, o Tennessee foi o local escolhido para filmagens, em parte devido ao clima e ao terreno da área. As equipes de filmagem remodelaram os locações de modo que ficassem idênticas à Coalwood. O clima do leste do Tennessee causou problemas aos cineastas e atrasou a produção do filme. Tanto o elenco quanto a equipe de filmagem lembram até hoje das principais mudanças climáticas e tornados oriundos da região durante os meses de filmagem, mas Joe Johnston afirma que "em última análise, o filme pareceu ótimo por causa disso. Isso deu ao filme uma aparência muito mais interessante e variada". A produção do filme também recriou uma mina para as cenas subterrâneas. O diretor Joe Johnston expressou que sentia que a aparência da mina no filme possuía um teor maligno, como se a mina fosse a "vilã" da história; mais de dois mil figurantes foram contratados para serem os operários da mina. As filmagens foram concluídas em 30 de abril de 1998.
O astro do filme, Jake Gyllenhaal, tinha 17 anos de idade na época das filmagens (a mesma idade que o seu personagem Homer Hickam tinha). Em uma entrevista em 2014, Natalie Canerday lembrou que Gyllenhaal teve que ser bastante orientado no set e que ainda estava no ensino médio durante as gravações.

## Lançamento e recepção

### Comercial
October Sky foi lançado nos Estados Unidos em 19 de fevereiro de 1999 em 1.495 cinemas e teve um final de semana de abertura bruta de US$ 5.905.250. Em seu lançamento mais amplo, 1.702 cinemas estavam com o filme em cartaz. O filme teve uma renda total bruta de US$ 34.675.800 em todo o mundo.

### Crítica
O filme recebeu aclamação da crítica. O site agregador de críticas Rotten Tomatoes relata que 91% de 74 resenhas deram ao filme uma avaliação positiva, com uma classificação média de de 7.6/10; o consenso crítico do site afirma: "Rico em sinceridade doce, inteligência e bom drama inspirador à moda antiga, October Sky é uma história de amadurecimento feita com o coração para combinar com sua habilidade hollywoodiana." O Metacritic deu ao filme uma classificação de 71/100, indicando "críticas geralmente positivas", baseada em 23 resenhas de críticos do site.
Muitos críticos elogiaram bastante o filme por seus valores familiares e aspectos inspiradores. Muitas críticas focam no relacionamento do personagem principal com seu pai e nas performances dos atores; Roger Ebert reconheceu que o filme "não simplifica o pai em um vilão ou um tirano. Ele compreensivelmente quer que seu filho siga seus passos, e um dos melhores elementos do filme é que Homer quer se libertar, embora ele ainda tente respeitar o seu pai. Este filme tem valores profundos." Comentários das revistas Entertainment Weekly e TV Guide destacaram as atuações de Jake Gyllenhaal e Chris Cooper.
James Wall da revista The Christian Century descreve o foco do filme na relação pai-filho como "às vezes doloroso de se ver. Não há vencedores ou perdedores quando os filhos seguem caminhos separados dos pais. October Sky não ilustra uma boa paternidade, em vez disso tenta mostrar como os pais têm apenas uma visão limitada de como moldar o futuro de seus filhos; essa tarefa requer uma enorme quantidade de amor e muita assistência divina”.

## Prêmios
October Sky ganhou três prêmios, incluindo: Prêmio OCIC para o diretor Joe Johnston no Ajijic International Film Festival de 1999, Critics 'Choice Movie Awards de Melhor Filme Familiar em 2000 e um prêmio do Humanitas Prize em 1999 na categoria melhor filme.
O filme também foi indicado para participar na seguinte lista da American Film Institute:
- 2006: AFI's 100 Years...100 Cheers - Nomeado[20]

## Diferenças entre o filme e o livro
Embora o filme tenha sido elogiado por seu retrato fiel do final dos anos 50, ele tem várias diferenças importantes e menores em relação ao livro no qual se baseia.
- Homer Hickam é o nome do personagem principal; no entanto, no livro e na vida real, ele era apelidado de "Sonny".[21][22]
- O pai de Homer não se chamava John, ele compartilhava o mesmo nome do filho (cujo nome completo é Homer Hadley Hickam Jr.). Isso foi mudado para impedir que o público ficasse confuso.[22][23]
- Na história real havia seis garotos entusiastas em missilismo amador, em vez dos quatro mostrados no filme. Algumas das representações no filme dos personagens são combinações dos garotos reais; seus nomes eram: Homer Hickam Jr., Quentin Wilson, Jimmy O'Dell Carroll, Roy Lee Cooke, Billy Rose e Sherman Siers.[21][22]
- Em nenhum momento os garotos roubaram partes da ferrovia como fizeram no filme, eles apenas tentaram pegar um cano de ferro fundido sob os trilhos e, de acordo com o site de Homer, isso quase o matou.[21]
- Homer nunca abandonou a escola para trabalhar na mina da cidade. Ele, no entanto, trabalhou na mina de seu pai nas férias de verão seguintes, como descrito no livro de Hickam, Sky of Stone.[21]
- Homer também nunca cumprimentou Wernher von Braun pessoalmente. Eles realmente estavam na mesma sala da Feira Nacional de Ciências, mas Homer nem sequer notou a presença de Braun e saiu do local sem cumprimentá-lo; quando Homer foi avisado de que Braun estava na cerimônia o cientista já havia ido embora.[22]

## Legado
Há dois festivais anuais em homenagem aos "Rocket Boys" e ao filme que são realizados. Um deles é realizado na Virgínia Ocidental, onde os eventos da vida real que o livro e o filme apresentaram, e o outro é no Tennessee, onde o filme foi filmado. Os "Rocket Boys" frequentemente visitam o festival, que também é chamado de "Rocket Boys Festival", da Virgínia Ocidental regularmente, enquanto o festival no Tennessee foca mais nas locações de filmagem, onde os locais das cenas filmadas são visitadas por turistas. O site do festival do Tennessee alega que o festival é "uma celebração de nossa herança".
Jeff Bezos, o bilionário fundador da Amazon, viu uma exibição de October Sky em 1999. Em uma conversa subsequente com o escritor de ficção científica Neal Stephenson, Bezos comentou que ele sempre quis abrir uma empresa espacial; Stephenson incentivou para que ele fizesse isso. Bezos então fundou a Blue Origin, especializada em fabricação e serviços aeroespaciais, e Stephenson se tornou um dos primeiros funcionários da empresa.